# Kluki
Kluki è un comune rurale polacco del distretto di Bełchatów, nel voivodato di Łódź.
Ricopre una superficie di 118,5 km² e nel 2004 contava 3 822 abitanti.